# Atenea Alea

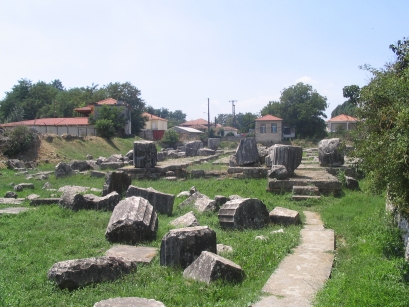
Templo de Atenea Alea en Tegea.

Alea (griego: Ἀλέα) fue un epíteto de la diosa griega Atenea, usado sobre todo en Arcadia, bajo el cual era adorada en Alea, Mantinea y Tegea.  Alea podría haber sido inicialmente una diosa independiente, pero que con posterioridad se habría asimilado a Atenea.
El templo de Atenea Alea en Tegea era el más antiguo, y según la leyenda había sido construido por Aleo, el hijo de Afidas, de quien la diosa probablemente recibió el epíteto. Este templo se incendió en 394 a. C., y se construyó otro en su lugar, diseñado por el arquitecto Escopas. Era de orden dórico y tenía un tamaño y esplendor que sobrepasaba todos los demás templos del Peloponeso. Estaba rodeado por una triple fila de columnas de distintos órdenes. La estatua de la diosa, creada por Endeo, era enteramente de marfil, y terminaría siendo trasladada a Roma por Augusto, que adornó con ella su foro. El Templo de Atenea Alea en Tegea era antiguo y ofrecía asilo, por lo que existe un gran número de personas que, según los registros, se salvaron de alguna persecución refugiándose en él.
La sacerdotisa de Atenea Alea en Tegea siempre era una virgen, que ocupaba el puesto solamente hasta que alcanzaba la pubertad.
También había una estatua de Atenea Alea en la carretera que unía Esparta con Terapne.